# Jamilena
Jamilena é um município da Espanha, na província de Xaém, comunidade autónoma da Andaluzia. Tem 8,99 km² de área e em 2021 tinha 3 302 habitantes (densidade: 367,3 hab./km²). Pertence à Comarca Metropolitana de Xaém, e limita com os municípios de Martos, Torredonjimeno, Torredelcampo e Los Villares.